# Религия в Бурунди

Карта Бурунди

Республика Бурунди — светское государство, не имеющее государственной религии. Конституция страны (31 статья) гарантирует свободу вероисповедания. Правовой базой для функционирования религиозных организаций является закон 1992 года, регулирующий деятельность некоммерческих организаций. Власти страны требуют, чтобы религиозные общины проходили регистрацию в Министерстве внутренних дел Бурунди. 
Большинство жителей Бурунди (92,9%) исповедуют христианство.

## Христианство

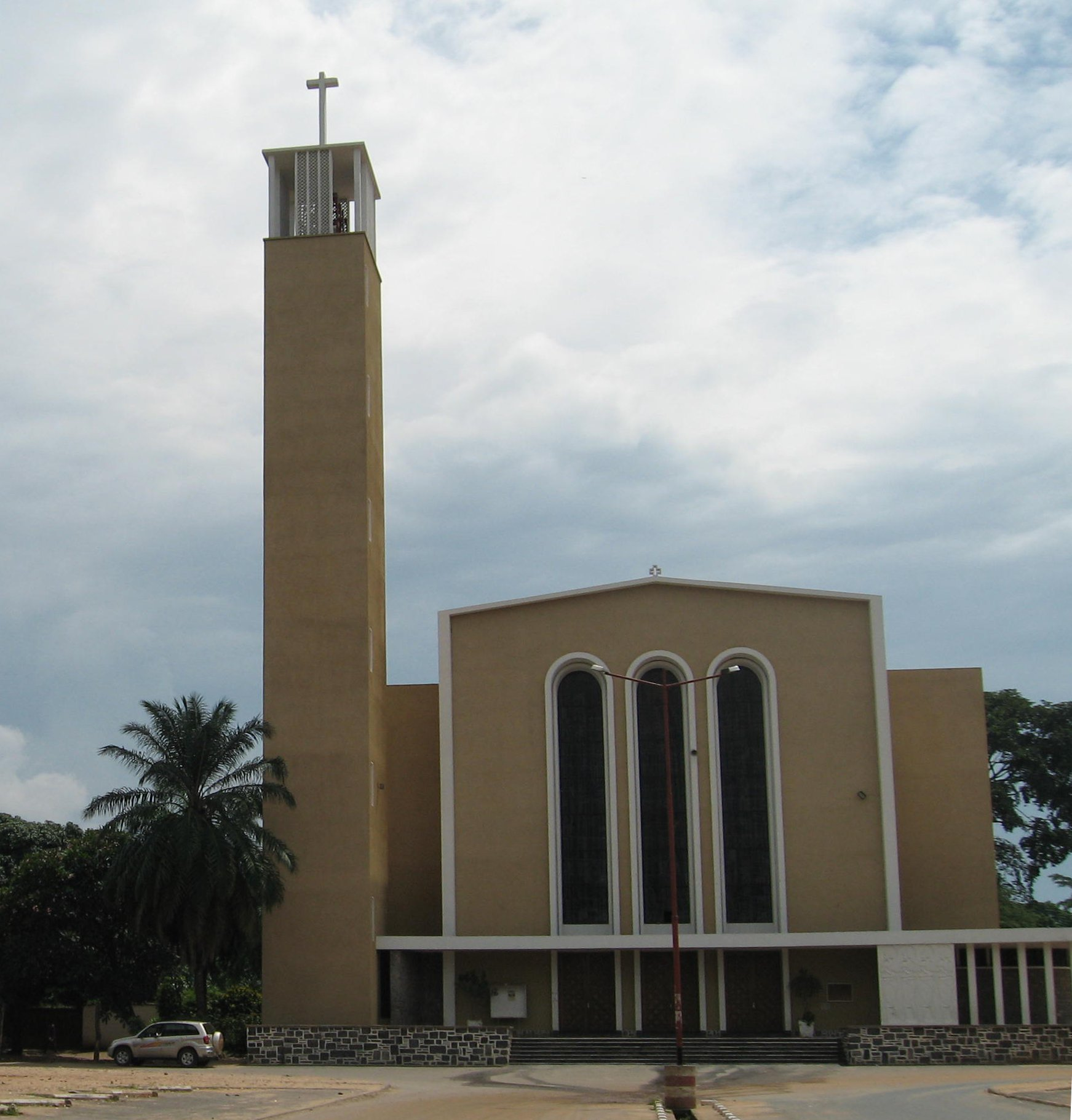
Кафедральный собор в Бужумбура

Первыми христианскими миссионерами на территории современной Бурунди были два католических священника из миссионерского общества Белых отцов. Прибыв в страну в 1879 году они попытались запустить миссионерское служение, однако были убиты через два года. Следующая попытка установить миссионерскую станцию в Бурунди была предпринята католиками лишь в 1899 году и оказалась успешной. 
В первой половине XX века на территорию Бурунди также прибывают миссионеры из протестантских церквей — адвентисты, баптисты, англикане, пятидесятники и др.
В 1960 году доля христиан в населении Бурунди составила 45%. В 2010 году численность христиан Бурунди достигла 8,879 млн. Большинство из них — это католики (5,85 млн) и пятидесятники (более 1 млн).

## Ислам

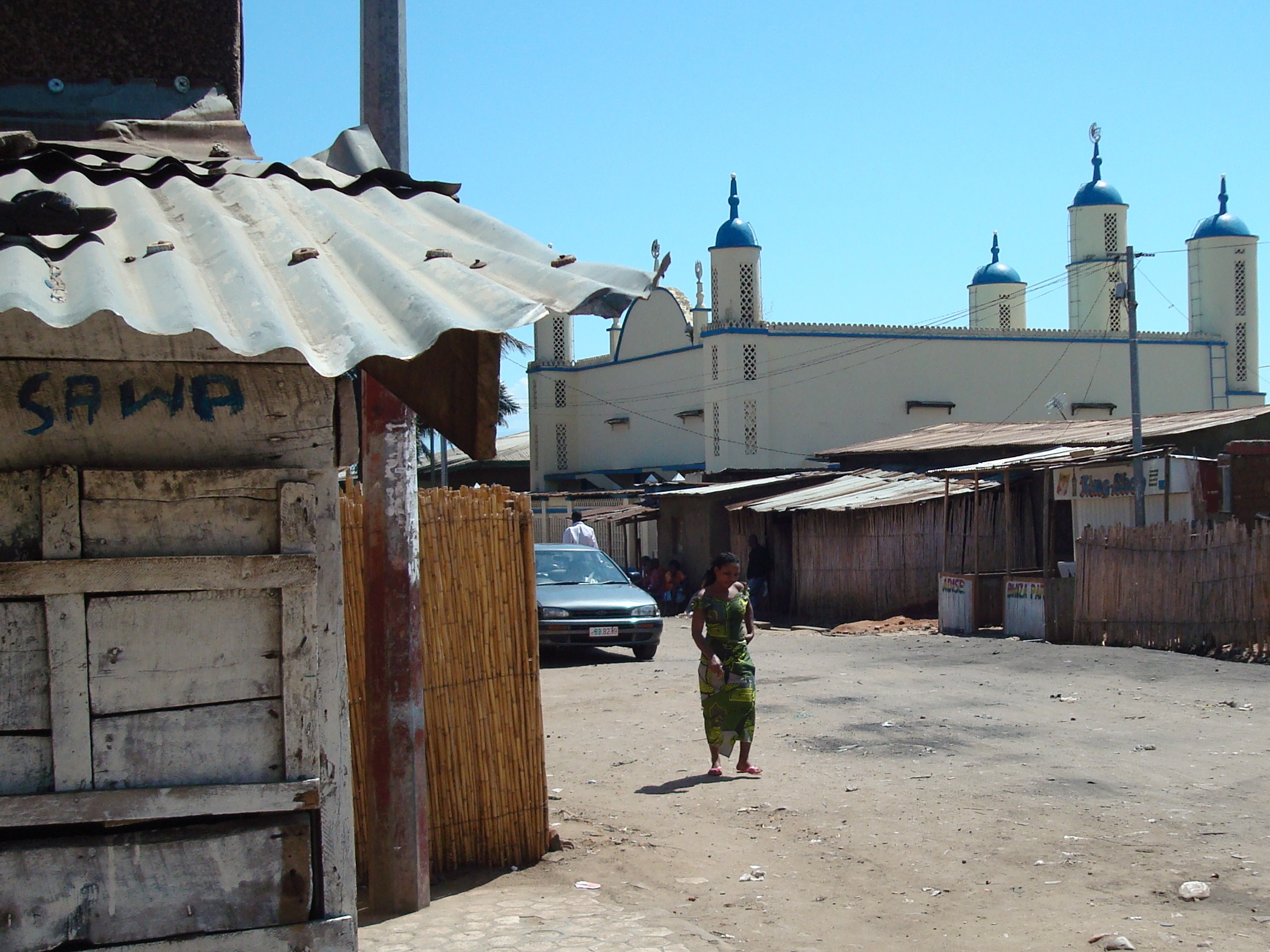
Мечеть в Бужумбуре

Большинство мусульман Бурунди являются суннитами. В стране распространены маликитская правовая школа. Проживающие в Бурунди арабы, суахилийцы и индийцы придерживаются шафиитского мазхаба. Незначительно число мусульман (преимущественно азиаты) являются шиитами-исмаилитами. В стране действует одна община мусталитов.
Большинство мусульман живут в западном Бурунди, на побережье озера Танганьика. Общая численность мусульман — 130 тыс. человек.

## Другие религии
Доля верующих местных традиционных религий неуклонно снижается. Так, если в 1970 году они составляли 26% населения, то к 2010 году их доля снизилась до 5,5% населения (или 525 тыс. человек). По этнической принадлежности большинство из них — хуту и тва.
Живущие в Бурунди гуджаратцы исповедуют индуизм (6,8 тыс.). В столице страны есть небольшие общины буддистов и иудеев.
В 1953 году из Уганды в страну прибыла группа бахаи. В 1969 году было сформировано Национальное духовное собрание Бурунди. Согласно Всемирной христианской базе данных в 2005 году в Бурунди проживало 6,9 тыс. бахаистов.
Неверующими являются чуть более 5 тыс. жителей Бурунди.